# Вулиця Торгова (Львів)
Ву́лиця Торго́ва — вулиця в центральній частині Львова. Сполучає початок вулиці Городоцької з площею Князя Ярослава Осмомисла. Важливий транспортний вузол. 

## Назва
Близько 1840 року вона мала назву Торговиця соляна, в середині XIX століття — площа Мала, з 1865 року — площа Ґолуховських, на честь намісника Галичини Аґенора Ґолуховського, за німецької окупації — Театрепляц. Сучасна назва — з 1944 року. Спершу це була площа Торгова, за незалежної України — вулиця Торгова. 

## Забудова
Забудова вулиці: віденський класицизм.
Під № 1 за Польщі були магазин галантереї, трикотажу й модних товарів Райхера, крамниця скла та порцеляни Шайденфрау, фабрика бочок Верцнера і книгарня Тененбаума; під № 2 — винарня Абрагамовича; під № 3 — ремонт парасоль; під № 4 — ресторан Дорфмана; під № 5 — винарня Маєра, кондитерський магазин Брандштеттера і молочарня Фінкельштайна. Тепер усіх цих адрес не існує. 
Від 1970-х років у будинку № 6 було доволі популярне на той час кафе «Вечірній Львів», що містилося у підвальному приміщенні театру імені Заньковецької, від кінця 1980-х років кафе не працює. У будинку № 11 за Польщі була винарня Шіффе та магазин меду Гетера, за СРСР тут була крамниця жіночого одягу й магазин «Молоко», нині — салон краси «Донна», ательє мод «Олеся» (до 2013 року), крамниця взуття «Ecco» та ремонт годинників. Під № 14 за польських часів був магазин суконних товарів Фішера, у 1950-х роках — Народний суд Шевченківського району, фотосалон артілі «Фотохудожник» і ремонт годинників, нині цієї адреси не існує. У будинку № 15 за польських часів була фабрика мила та свічок Рота і магазин взуття Гіршгорна, за радянських — трамвайний диспетчерський пункт, перукарня й ремонт взуття та фарбування шкіряних виробів, нині тут ремонт взуття, комп'ютерна фірма «Стек», фотосалон, магазин «Товари для тварин», кафе «Зорепад», крамниця мережі «Алкоголь і тютюн», крамниця ювелірних виробів «Карат». Під час другої світової війни більшу частину будинків площі було знищено.